# Radeljevići
Radeljevići är en ort i Bosnien och Hercegovina.   Den ligger i entiteten Federationen Bosnien och Hercegovina, i den centrala delen av landet, 40 km nordväst om huvudstaden Sarajevo. Radeljevići ligger 686 meter över havet och antalet invånare är 140.
Terrängen runt Radeljevići är kuperad. Runt Radeljevići är det ganska tätbefolkat, med 93 invånare per kvadratkilometer.. Närmaste större samhälle är Zenica, 19,6 km norr om Radeljevići.
Omgivningarna runt Radeljevići är en mosaik av jordbruksmark och naturlig växtlighet.